# Melanitis offaka
Melanitis offaka är en fjärilsart som beskrevs av Hans Fruhstorfer 1908. Melanitis offaka ingår i släktet Melanitis och familjen praktfjärilar. Inga underarter finns listade i Catalogue of Life.